# Triathlon aux Jeux panaméricains de 1995
Navigation
Édition suivante
Le triathlon  aux Jeux panaméricains de 1995 a lieu à Mar del Plata en Argentine. Deux épreuves distinctes sont au programme le 26 mars pour les courses féminines et masculines.
L'événement est également le support des championnats panaméricains de triathlon.

## Médaillés
| Event  | Or             | Argent       | Bronze              |
| ------ | -------------- | ------------ | ------------------- |
| Hommes | Leandro Macedo | Mark Bates   | Oscar Galíndez      |
| Femmes | Karen Smyers   | Kristie Otto | Dorothy Cribb Fiona |

## Tableau des médailles
| Rang  | Nation     | Or | Argent | Bronze | Total |
| ----- | ---------- | -- | ------ | ------ | ----- |
| 1     | Brésil     | 1  |        |        | 1     |
| 1     | États-Unis | 1  |        |        | 1     |
| 3     | Canada     |    | 2      | 1      | 3     |
| 4     | Argentine  |    |        | 1      | 1     |
| Total | Total      | 2  | 2      | 2      | 6     |

## Résultats
| Position           | Athlète                | Nation     | Temps           | écart      |
| ------------------ | ---------------------- | ---------- | --------------- | ---------- |
| Médaille d'or      | Karen Smyers           | États-Unis | 2 h 4 min 51 s  | /          |
| Médaille d'argent  | Kristie Otto           | Canada     | 2 h 7 min 16 s  | 2 min 25 s |
| Médaille de bronze | Dorothy Cribb Fiona    | Canada     | 2 h 8 min 14 s  | 3 min 23 s |
| 4                  | Gail Laurence          | États-Unis | 2 h 8 min 51 s  |            |
| 5                  | María Luisa Martínez   | Mexique    | 2 h 9 min 41 s  |            |
| 6                  | Lisa Bentley           | Canada     | 2 h 11 min 39 s |            |
| 7                  | Carmen Ochoa           | Mexique    | 2 h 11 min 58 s |            |
| 8                  | Silvana Calcagno       | Argentine  | 2 h 12 min 11 s |            |
| 9                  | Maria Virginia Coronel | Argentine  | 2 h 12 min 49 s |            |
| 10                 | Kelley Kwiatrowski     | États-Unis | 2 h 12 min 52 s |            |
| 11                 | Marcia Moreira         | Brésil     | 2 h 14 min 22 s |            |
| 12                 | Ana Carina Tonsig      | Argentine  | 2 h 14 min 47 s |            |

| Position           | Athlète                          | Nation     | Temps           | écart |
| ------------------ | -------------------------------- | ---------- | --------------- | ----- |
| Médaille d'or      | Leandro Macedo                   | Brésil     | 1 h 51 min 14 s | /     |
| Médaille d'argent  | Mark Bates                       | Canada     | 1 h 51 min 36 s | 22 s  |
| Médaille de bronze | Oscar Galíndez                   | Argentine  | 1 h 52 min 10 s | 56 s  |
| 4                  | Jose Ricardo González Dávila     | Mexique    | 1 h 52 min 24 s |       |
| 5                  | Andrew Carlson                   | États-Unis | 1 h 53 min 33 s |       |
| 6                  | Carlos Gustavo Probert Maldonado | Mexique    | 1 h 53 min 54 s |       |
| 7                  | Matias Brain                     | Chili      | 1 h 54 min 1 s  |       |
| 8                  | Ariel Garrigo                    | Argentine  | 1 h 54 min 14 s |       |
| 9                  | Raul Lemir                       | Argentine  | 1 h 54 min 24 s |       |
| 10                 | Bernardo Setina                  | Mexique    | 1 h 57 min 20 s |       |
| 11                 | Will Vargas                      | Colombie   | 1 h 57 min 27 s |       |
| 12                 | Nataniel Llerandi                | États-Unis | 1 h 58 min 4 s  |       |